# سن خوان د تاپیراس
سن خوان د تاپیراس یک روستا در شهرداری سن خوزه د چیکیتوس در استان چیکیتوس، شهرستان سانتا کروز، بولیوی است. خرابه‌های مأموریت سن خوان باوتیستا، یکی از مأموریت‌های یسوعیان چیکیتوس، در نزدیکی این روستا قرار دارند. از آنجا که فقط خرابه‌های یک برج سنگی در نزدیکی روستای فعلی سن خوان د تاپیراس باقی مانده است، سن خوان باوتیستا یکی از شش مأموریت یسوعیان چیکیتوس نیست که به عنوان میراث جهانی یونسکو شناخته می‌شوند.